# 合江法王寺
合江法王寺位於四川省瀘州市合江縣，文物遺址年代判定為清。2012年7月16日公佈為第八批四川省文物保護單位。

## 簡介[2]
法王寺位於四川省瀘州市合江縣二里鄉，始建於北宋，現存建築為清中期所建，建築面積4800平方公尺，占地4.5萬平方公尺。整個建築的中軸線上構成為山門、關聖殿、萬壽亭、天王殿、大雄寶殿、藏經樓6殿。另有東西廂房、禪堂、觀音堂、糧倉、西偏房、僧舍等建築構成一個整體。該建築系木石穿逗結構，撐拱挑簷，石刻木雕精美。其建築特點為普遍採用整石為柱，全寺共計有228根。廳堂院壩通以紅石板鑲嵌，柱礎回廊全為本地紅石鐫刻，歷經兩百多年保存基本完好。法王寺為禪宗臨濟門派系，有全套梨木經書雕板。受慈禧賜匾“法王禪寺”，方丈和尚替光緒皇帝修行，並為朝廷恩賜半副鑾儀。民國四川省主席楊森曾為法王寺重修山門。寺用保存大和尚石塔石墓13座，摩岩石刻6處，古樹名木眾多，達七百余棵。法王寺歷史悠久，佈局巧妙，建築結構完整，石雕木刻精美，堪稱川南宗教建築經典之作，具有很高的歷史價值、藝術價值和科學價值，是川南黔北的重要宗教文化中心。1986年，法王寺被瀘州市人民政府公佈為市級文物保護單位。